# Per Wrigstad
Per Olov Wrigstad, född 20 januari 1917 i Karlskoga församling i Örebro län, död 7 december 2002 i Österåker-Östra Ryds församling i Stockholms län, var en svensk journalist.

## Biografi
Per Wrigstad växte upp i Eskilstuna och var son till frikyrkoledaren och riksdagsmannen Johan Nilson och Lisa Henriksson. Efter studentexamen i hemstaden 1935 blev han samma år medarbetare vid Eskilstuna-Kuriren.
Wrigstad arbetade vid Upsala Nya Tidning 1938–1944 och var därefter politisk redaktör (1944–1959) och chefredaktör och ansvarig utgivare på Expressen (1960–1977). Som ledamot av författningsutredningen 1957–1963 spelade han också en central politisk roll.
Han gav Expressen en tydlig folkpartistisk profil och skrev även om vin. Memoarboken Så här var det utkom 1979. 
Per Wrigstad gifte sig 1940 med Karin Wahlström (1919–2003), dotter till disponenten Ernst Wahlström och Anna Svensson. De fick barnen Staffan (född 1941), Helena (född 1943) och Thomas (född 1947). Äldste sonen är känd som ambassadören Staffan Wrigstad.